# Onkel Toms Hütte (1987)
Onkel Toms Hütte ist ein US-amerikanischer Fernsehfilm aus dem Jahr 1987. Die Literaturverfilmung basiert auf dem 1852 erschienenen gleichnamigen Roman von Harriet Beecher Stowe. Unter der Regie von Stan Lathan sind Avery Brooks, Bruce Dern, Phylicia Rashad und Edward Woodward in den Hauptrollen zu sehen. Der Film wurde am 14. Juni 1987 im Showtime-Network erstausgestrahlt.

## Handlung
Die Vereinigten Staaten im 19. Jahrhundert: Der tief religiöse Schwarze Tom (auch Onkel Tom genannt) wird in Kentucky als Sklave gehalten, aber vergleichsweise gut behandelt. Dennoch wird er verkauft und von seiner Familie getrennt. Mit der Tochter seines neuen Eigentümers verbindet ihn bald eine Freundschaft, die endet, als das Kind stirbt. Als auch sein Eigentümer stirbt, wird Tom erneut verkauft, diesmal an einen brutalen Plantagenbesitzer, der auch vor Misshandlung seiner Sklaven nicht zurückschreckt. Tom steht zu seinen christlichen Überzeugungen und Werten, bis er schließlich den ständigen Misshandlungen erliegt.

## Hintergrund
Harriet Beecher Stowes Roman wurde erstmals 1903 und danach mehrfach als Stummfilm verfilmt, zuletzt 1927. Die Version von 1927 blieb bis 1987 die letzte amerikanische Verfilmung des Stoffes; in Europa erschien 1965 eine deutsch-italienische Coproduktion unter der Regie von Géza von Radványi.
Während in der Verfilmung von 1927 bis auf Tom-Darsteller James B. Lowe alle übrigen Schwarzen von Weißen dargestellt wurden, ist die Version von 1987 die erste amerikanische, in der alle Darsteller entsprechend ihrer Hautfarbe besetzt wurden.
Der zu dieser Zeit vor allem als Hawk in der Fernsehserie Spenser: For Hire bekannte Hauptdarsteller Avery Brooks wurde erst durch die Lektüre des Drehbuchs davon überzeugt, die Rolle zu übernehmen. Er orientierte sich bei seiner Interpretation des Tom weniger an der Romanvorlage als an Josiah Henson und dessen 1848 erschienener Autobiografie, welche Inspiration für Onkel Toms Hütte gewesen sein soll.
Oscar-Preisträger Samuel L. Jackson ist hier in einer seiner frühesten Rollen zu sehen.

## Kritiken
Die L.A. Times schrieb 1987 anlässlich der bevorstehenden Erstausstrahlung, die Zuschauer werden „einen guten Film ... mit starkem Schauspiel aller Charaktere ... und wahrscheinlich eine realistischere Adaption“ als Harriet Beecher Stowes Vorlage zu sehen bekommen.
Die Chicago Tribune hob die veränderte Sichtweise der Verfilmung gegenüber dem Roman hervor: „Es gibt sicherlich Änderungen gegenüber früheren Interpretationen. Die standhafte Titelfigur, gespielt von Avery Brooks, die von seinem hoch verschuldeten Plantagenbesitzer in Kentucky verkauft wird, ist nicht mehr so sehr Onkel Tom, sondern ein stolzer, religiöser und schließlich trotziger Mann, der seine Familie und seinen Gott liebt.“ („There are, certainly, changes from past interpretations. As played by Avery Brooks, the steadfast title character who is sold by his heavily indebted Kentucky plantation owner is no longer so much a, well, Uncle Tom, as a proud, religious and, eventually, defiant man who loves his family and his God.“) Die Zeitschrift kritisierte die schauspielerische Leistung von Phylicia Rashad, die zeige, „dass sie im Huxtable/Cosby-Wohnzimmer bleiben sollte, während Sam Jackson als ihr Ehemann nicht viel besser ist“ („Phylicia Rashad shows that she should stay put in the Huxtable/Cosby living room, while Sam Jackson as her husband isn’t much better.“).
Der Filmdienst urteilte: „Neuverfilmung des klassischen Romans, im Mittelpunkt das prototypische Bild des grenzenlos liebenden und leidenden Schwarzen, das gegen die Sklaverei emotionalisierte.“

## Auszeichnungen
- Jenny Lewis wurde für einen Young Artist Award als Best Young Actress in a Cable Series or Special nominiert.
- Außerdem erhielt der Film sieben Nominierungen für den CableACE Award, darunter für Hauptdarsteller Brooks und Drehbuchautor Gay, ging aber leer aus.